# (312645) 2010 EP65
(312645) 2010 EP65 ist ein großes transneptunisches Objekt im Kuipergürtel, das bahndynamisch als Resonantes KBO (Twotino) eingestuft wird. Aufgrund seiner Größe gehört der Asteroid möglicherweise zu den Zwergplanetenkandidaten.

## Entdeckung
2010 EP65 wurde am 9. März 2010 von Dave Rabinowitz und Suzanne Tourtellotte mit dem 3,6-m-ESO-Teleskop am La-Silla-Observatorium (Chile) der Europäischen Südsternwarte (ESO) entdeckt. Die Entdeckung wurde am 30. April 2010 zusammen mit den Zentauren 2010 EO65, 2010 EU65 und 2010 GX34 bekanntgegeben, der Planetoid erhielt später von der IAU die Kleinplaneten-Nummer 312645.
Nach seiner Entdeckung ließ sich 2010 EP65 auf Fotos bis zum 14. April 1983, die im Rahmen des Digitized-Sky-Survey-Programmes (DSS) am Siding-Spring-Observatorium (Australien) gemacht wurden, zurückgehend identifizieren und so seinen Beobachtungszeitraum um 17 Jahre verlängern, um so seine Umlaufbahn genauer zu berechnen. Seither wurde der Planetoid durch verschiedene erdbasierte Teleskope beobachtet. Im Mai 2018 lagen insgesamt 177 Beobachtungen über einen Zeitraum von 35 Jahren vor. Die bisher letzte Beobachtung wurde im Mai 2018 am Purple Mountain-Observatorium (Volksrepublik China) durchgeführt. (Stand 15. März 2019)

## Eigenschaften

### Umlaufbahn
2010 EP65 umkreist die Sonne in 331,31 Jahren auf einer elliptischen Umlaufbahn zwischen 33,06 AE und 62,69 AE Abstand zu deren Zentrum. Die Bahnexzentrizität beträgt 0,309, die Bahn ist 18,86° gegenüber der Ekliptik geneigt. Derzeit ist der Planetoid 33,14 AE von der Sonne entfernt. Das Perihel durchlief er das letzte Mal 2015, der nächste Periheldurchlauf dürfte also im Jahre 2346 erfolgen.
Marc Buie (DES) klassifiziert den Planetoiden als Twotino (RKBO 1:2), während vom Minor Planet Center keine spezifische Einstufung existiert; letzteres ordnet ihn als Nicht-SDO und allgemein als «Distant Object» ein.

### Größe und Rotation
Derzeit wird von einem Durchmesser von 358 km ausgegangen, basierend auf einem Rückstrahlvermögen von 8 % und einer absoluten Helligkeit von 5,7 m. Ausgehend von diesem Durchmesser ergibt sich eine Gesamtoberfläche von etwa 403.000 km2. Die scheinbare Helligkeit von 2010 EP65 beträgt 20,71 m.
Da es denkbar ist, dass sich 2010 EP65 aufgrund seiner Größe im hydrostatischen Gleichgewicht befindet und somit weitgehend rund sein könnte, erfüllt er möglicherweise die Kriterien für eine Einstufung als Zwergplanet. Mike Brown geht davon aus, dass es sich bei 2010 EP65 um vielleicht einen Zwergplaneten handelt.
Anhand von Lichtkurvenbeobachtungen rotiert 2010 EP65 in 14 Stunden und 58,2 Minuten einmal um seine Achse. Daraus ergibt sich, dass er in einem 2010 EP65-Jahr 194006,7 Eigendrehungen („Tage“) vollführt. Ein zweites Ergebnis des gleichen Astronomenteams legte dagegen eine halb so lange Rotationsperiode von 7 Stunden und 28,8 Minuten nahe, was die Anzahl der 2010 EP65-Tage mit 388272,7 Umdrehungen praktisch verdoppeln würde. Beide Angaben sind allerdings noch mit einigen Unsicherheiten behaftet, da die damalige Beobachtungszeit nicht ausreichte und die Fehlerquote bei ungefähr 30 % liegt.
| Jahr                                         | Abmessungen km | Quelle              |
| -------------------------------------------- | -------------- | ------------------- |
| 2015                                         | 366,04         | LightCurve DataBase |
| 2018                                         | 386,0          | Johnston            |
| 2018                                         | 358,0          | Brown               |
| Die präziseste Bestimmung ist fett markiert. |                |                     |